# Edathiruthy
Edathiruthy es una ciudad censal situada en el distrito de Thrissur en el estado de Kerala (India). Su población es de 12921 habitantes (2011). Se encuentra a 20 km de Thrissur y a 56 km de Cochín.

## Demografía
Según el censo de 2011 la población de Edathiruthy era de 12921 habitantes, de los cuales 5782 eran hombres y 7139 eran mujeres. Edathiruthy tiene una tasa media de alfabetización del 96,32%, superior a la media estatal del 94%: la alfabetización masculina es del 97,85%, y la alfabetización femenina del 95,11%.